# (7826) Kinugasa
(7826) Kinugasa (1991 VO) – planetoida z pasa głównego asteroid okrążająca Słońce w ciągu 3,64 lat w średniej odległości 2,36 j.a. Odkryta 2 listopada 1991 roku.